# لیگ عدالت: نفرین
لیگ عدالت: نفرین (انگلیسی: Justice League: Doom) یک فیلم پویانمایی در سبک ابرقهرمانی به کارگردانی لورن مونتگومری است که در سال ۲۰۱۲ منتشر شد.

## داستان
پس از مبارزهٔ لیگ عدالت با گروه جوکر (شخصیت)، گروهی جمع می‌شوند تا آنها را نابود کند. بین، وندال سوج و چیتا (کمیک) گروهی می‌شوند تا لیگ عدالت را از پا در بیاورند.

## بازیگران
- کوین کانروی
- تیم دالی
- ناتان فیلیون
- کارل لامبلی
- مایکل روزنبام
- بامپر رابینسون
- الکسیس دنیسوف
- کارلوس الازراکی
- کلودیا بلک
- گری دلیسل
- جیم میسکیمن
- ژولیت لانداو
- اولیویا دابو
- پل بلکتورن
- فیل موریس
- رابین اتکین داونز